# Xunzi
Xunzi (荀子T, XúnzǐP, Hsün TzuW; stato di Zhao, c. 310 a.C. – stato di Chu, 220 a.C.) è stato un filosofo cinese.
Xun Zi nacque con il nome Xun Kuang (荀況T), nello stato di Zhao. Il nome Xun Zi è un titolo che significa Maestro Xun. Il suo nome di cortesia era Qīng (卿T).
Xun Zi visse durante il Periodo dei regni combattenti e contribuì ad una delle Cento scuole di pensiero.
Xun Zi credeva che le tendenze innate dell'uomo vadano ammansite attraverso l'educazione e i rituali, secondo una visione opposta a quella di Mencio, che riteneva che l'uomo fosse buono in modo innato, riteneva inoltre che nascendo fondamentalmente malvagio qualsiasi azione buona fosse nulla più di una menzogna e una falsità e, in quanto tale fosse per giunta intenzionale.
Educato nello stato di Qi, Xun Zi è stato associato alla scuola confuciana, ma la sua filosofia ha un sapore più pragmatico rispetto all'ottimismo confuciano.
Alcuni studiosi attribuiscono questa sua caratteristica al fatto che ha vissuto durante un periodo di grandi divisioni.